# Bredsjön (Anundsjö socken, Ångermanland, 708107-160424)
Bredsjön är en sjö i Örnsköldsviks kommun i Ångermanland och ingår i Gideälvens huvudavrinningsområde. Sjön har en area på 0,613 kvadratkilometer och ligger 378,2 meter över havet. Bredsjön ligger längst västerut i Hemlingsån Natura 2000-område. Sjön avvattnas av vattendraget Hemlingsån. Vid provfiske har abborre, gädda och mört fångats i sjön.
1920 förklarades den översta delen av Hemlingsån - en del som på den tiden benämndes Bredsjöbäcken -  som allmän flottled. En betongdamm byggdes vid utloppet av Bredsjön. Rester av dammen finns fortfarande kvar.
Vandringsleden Lappmarksleden passerar Bredsjöns östra sida och strax söder om sjön invigdes år 2021 vindkraftparken Blodrotberget med 40 vindkraftverk.

## Delavrinningsområde
Bredsjön ingår i det delavrinningsområde (708154-160234) som SMHI kallar för Utloppet av Bredsjön. Medelhöjden är 428 meter över havet och ytan är 8,82 kvadratkilometer. Det finns inga avrinningsområden uppströms utan avrinningsområdet är högsta punkten. Hemlingsån som avvattnar avrinningsområdet är ett biflöde till Gideälven och vattnet når havet efter 103 kilometer. Avrinningsområdet består mestadels av skog (60 procent) och sankmarker (21 procent). Avrinningsområdet har 0,61 kvadratkilometer vattenytor vilket ger det en sjöprocent på 6,9 procent.

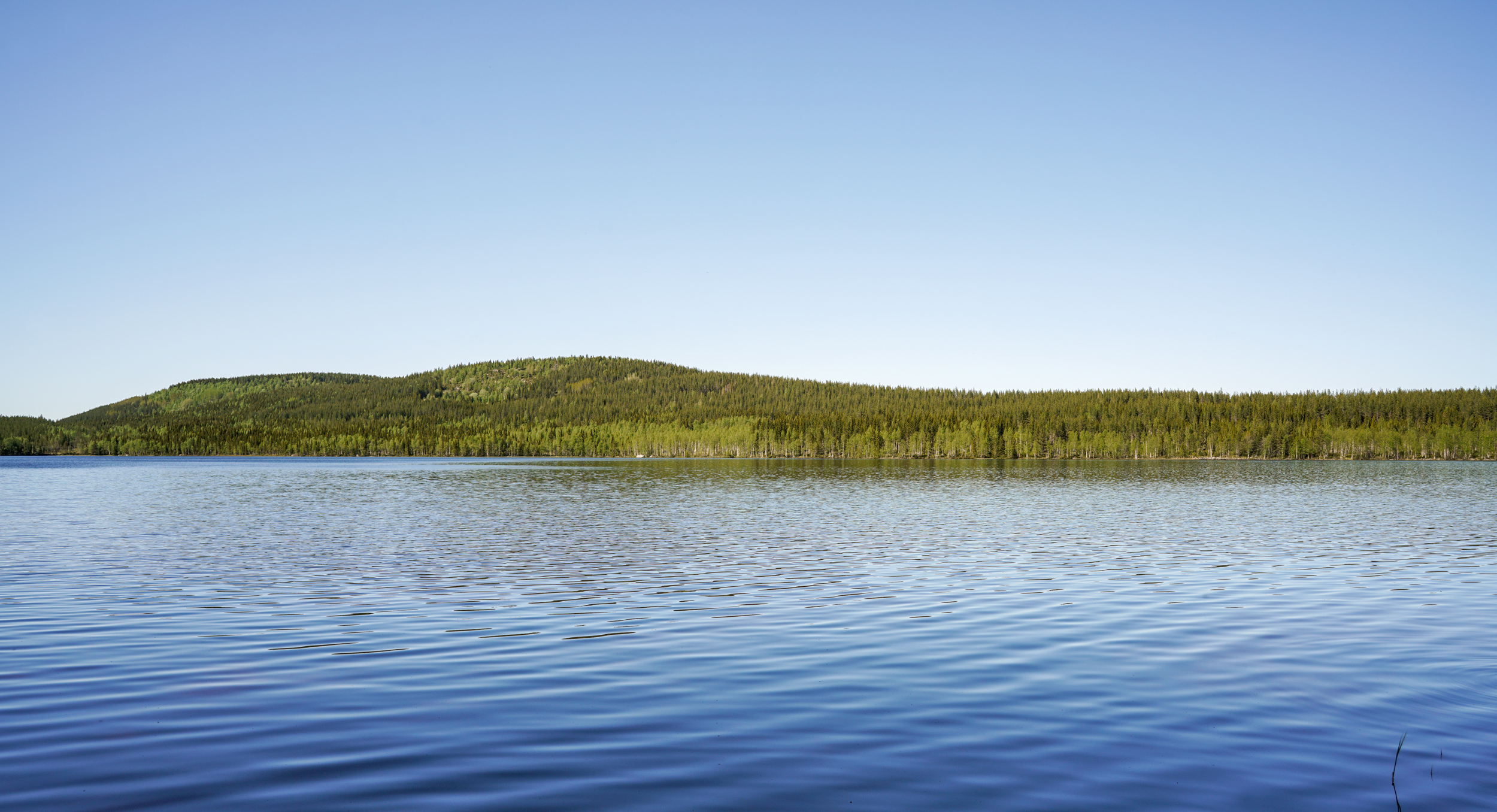
Bredsjön - vy mot norr med det drygt 500 meter höga Bredsjöberget i bakgrunden.
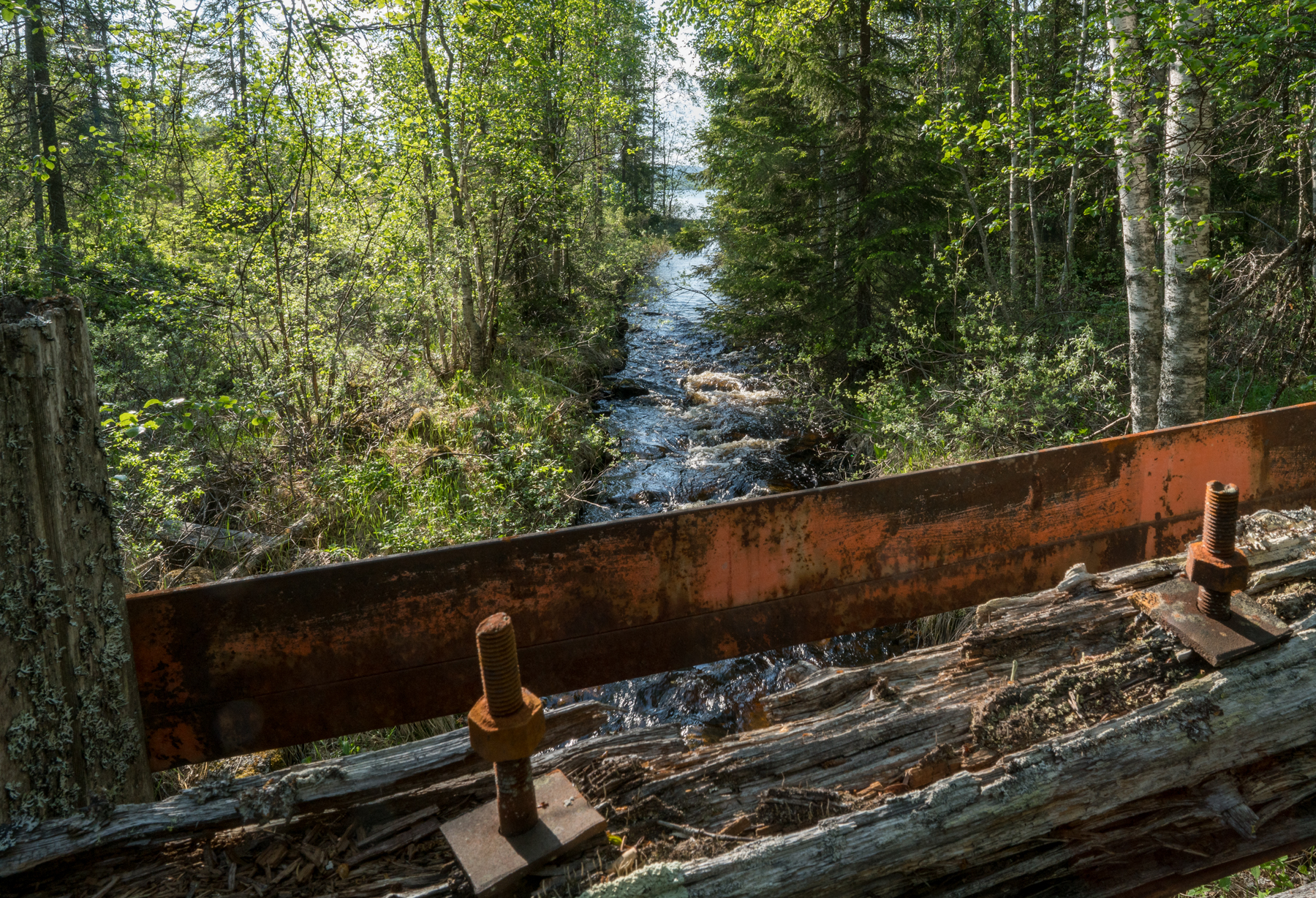
Hemlingsån vid utloppet från Bredsjön. I förgrunden en rest av en damm från flottningstiden.